# Cho Namchul
Cho Namchul (hangeul : 조남철, hanja : 趙南哲), 30 novembre 1923 - 2 juillet 2006, est un joueur de go professionnel en Corée du Sud. Il est considéré comme le fondateur du go coréen moderne.

## Biographie
Cho est né dans un village de Buan, au nord de la province Jeolla. En 1934, le professionnel japonais Kitani Minoru est en visite en Corée et joue une partie avec Cho. Impressionné, il l'invite au Japon, et Cho s'y rend en 1937, pour étudier le go en tant que premier insei (élève) de Kitani. Cho revient en Corée en 1943, et joue alors un rôle crucial dans la création de la Hanguk Kiwon, la fédération coréenne de go. Pendant les années 1950 et 1960, il gagne la plupart des tournois coréens, et en 1983, il obtient le grade de 9e dan. Il est mort de cause naturelle à Séoul, à l'âge de 83 ans.
Namchul est aussi l'oncle de Cho Chikun, l'un des meilleurs joueurs de go au Japon.

## Titres
| Titre    | Années                        |
| -------- | ----------------------------- |
| Total    | 22                            |
| Guksu    | 1956 - 1964                   |
| Myungin  | 1968, 1970                    |
| Chaegowi | 1959 - 1962, 1964, 1965, 1966 |
| Paewang  | 1959 - 1962                   |